# Maison de canal
Pour les articles homonymes, voir Maison (homonymie).
 (février 2023).

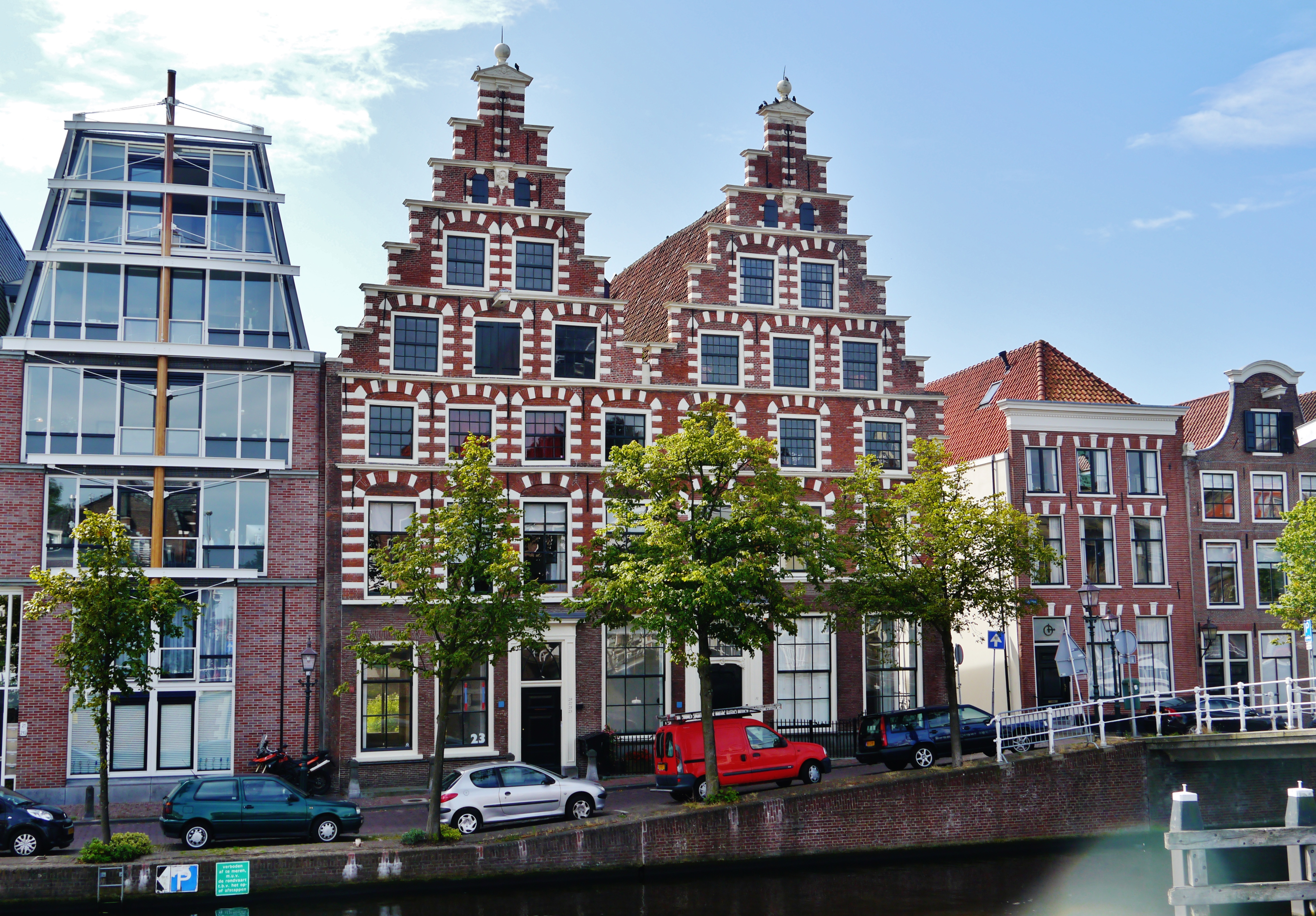
Maisons de canal à Haarlem

Une maison de canal (en néerlandais : grachtenpand)  est une maison (généralement ancienne) donnant sur un canal. Ces maisons sont souvent minces, hautes et profondes. Les maisons de canal avaient généralement un sous-sol et un grenier où les marchandises issues de l'échange commercial pouvaient être stockées. Une installation spéciale de poutre ou de poulie peut être installée dans le grenier pour hisser des marchandises de valeur, comme des épices, du coton ou des choses plus lourdes comme du cacao. De nos jours, les poulies ne sont utilisées (bien que rarement) que pour déplacer des meubles.
À l'arrière d'une maison de canal, il y a généralement un jardin. Le jardin est aménagé en fonction du goût de l'époque et de la situation financière du propriétaire. Au fond du jardin, il y a parfois une maison d'été où la famille et les visiteurs peuvent se détendre.
Dans la seconde moitié du XVIIe siècle, on édifiait parfois une extension arrière du bâtiment et reliée par à la maison principale. La cour assurait la lumière. Elle pouvait être utilisée à de nombreuses fins et, pendant la Seconde Guerre mondiale, Anne Frank et sa famille utilisaient l'arrière-maison comme cachette.
Lorsque le premier propriétaire de la maison a fait construire plusieurs maisons par le même charpentier ou entrepreneur et en utilisant la même conception ou en miroir, on les appelle des maisons jumelles ou triplées. Il existe même des ensembles de quatre ou cinq maisons de conception identique. Dans ces cas, les maisons sont plus petites qu'une maison normale (car trois maisons ont été construites sur deux terrains). La largeur d'une maison de canal et la profondeur de son jardin varient beaucoup car les terrains au XVIIe siècle ont commencé à partir de 18 pieds (un pied d'Amsterdam étant de 28,13 cm) mais sont ensuite passé à 20, 22, 24 et 26 pieds.
Le long des canaux d'Amsterdam se trouvent également des maisons à double largeur, en particulier le long du Herengracht. Ces manoirs ont été construits sur deux parcelles de terrain, une arrière-maison n'était généralement pas nécessaire. Au Herengracht 386, se trouve le musée Het Grachtenhuis (La maison du canal), qui raconte l'histoire de la ceinture de canaux d'Amsterdam.
Si l'on achetait également les terrains derrière ces maisons et construisait une remise et / ou des entrepôts, on l'appelait parfois un "palais de la ville". Les entrepôts étaient beaucoup plus profonds que les maisons, parfois 40 m. Au fur et à mesure que les modèles de commerce et de transport ont changé, les entrepôts ont perdu leur fonction d'origine. Après la Seconde Guerre mondiale, beaucoup ont été transformés en logements.
En raison du danger d'inondation au début du XVIIIe siècle, la porte d'entrée est parfois plus haute et accessible uniquement par des escaliers. Le sol de l'étage principal se trouve à environ sept à neuf marches au-dessus du niveau de la rue. De nombreux perrons ont disparu au XIXe siècle lorsque les entrées ont été déplacées au sous-sol.

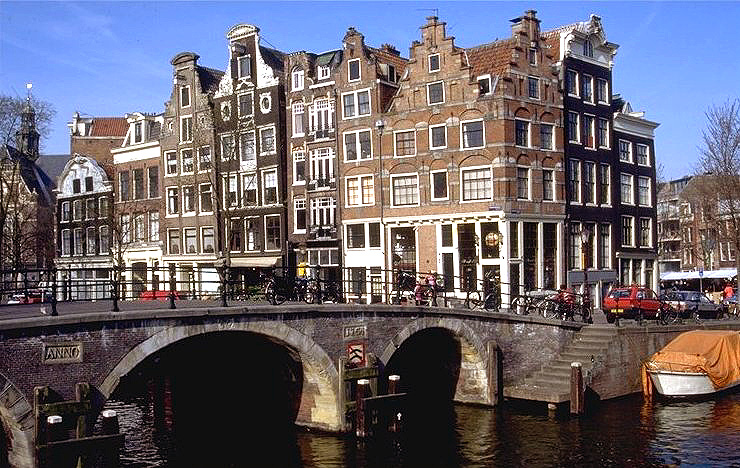
Canal Prinsengracht, Amsterdam
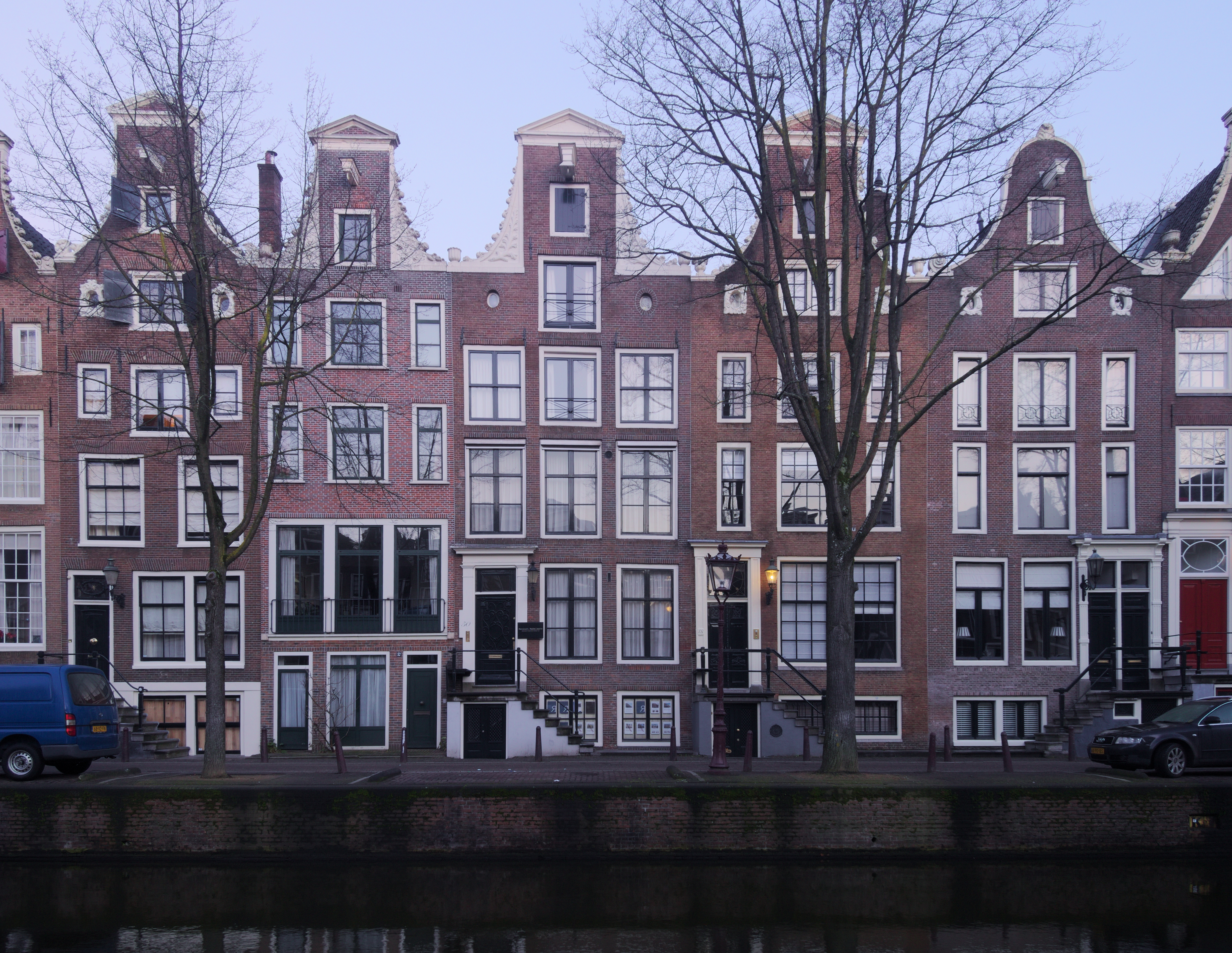
Canal Leidsegracht, Amsterdam
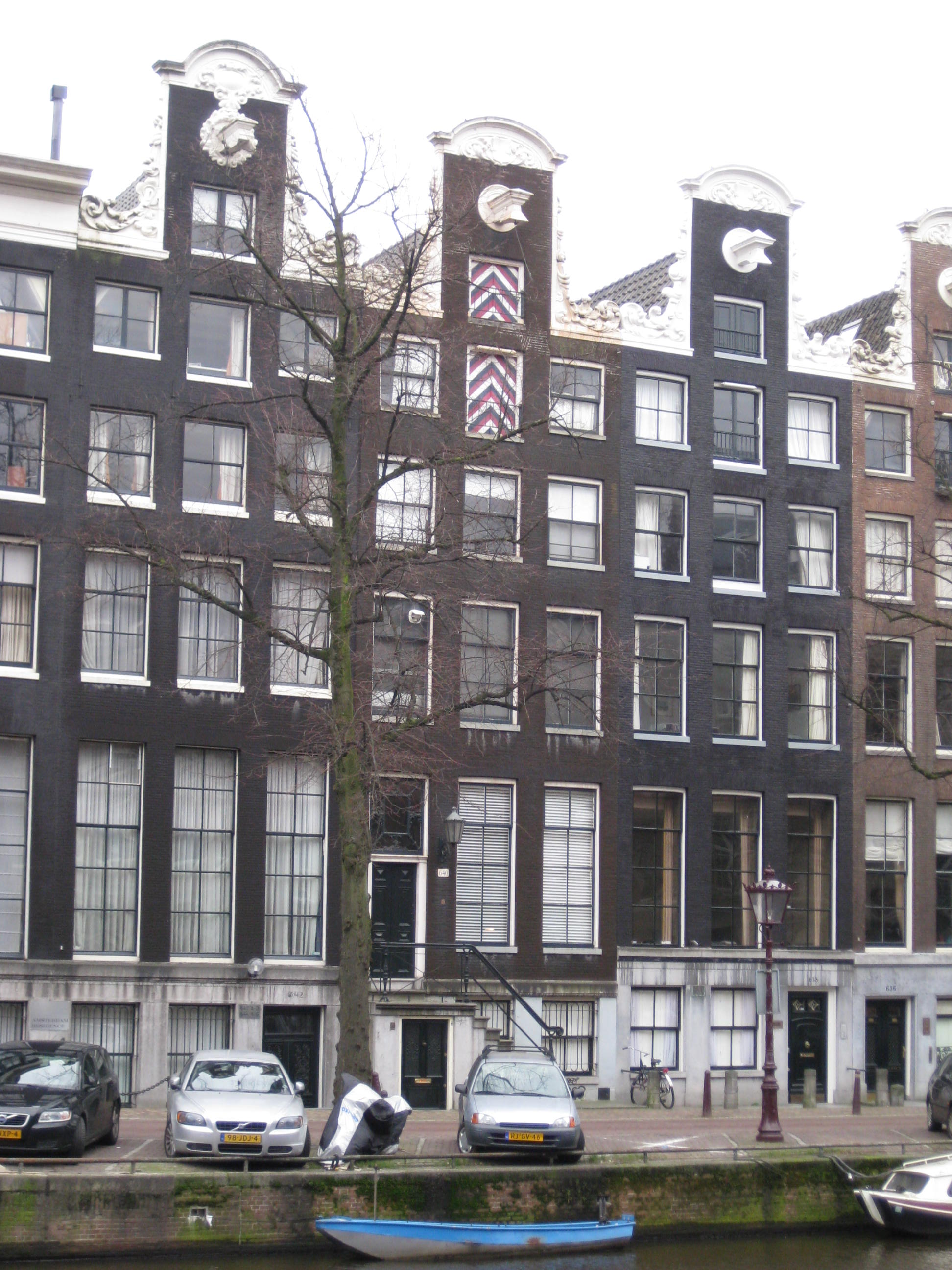
Canal Keizersgracht, Amsterdam
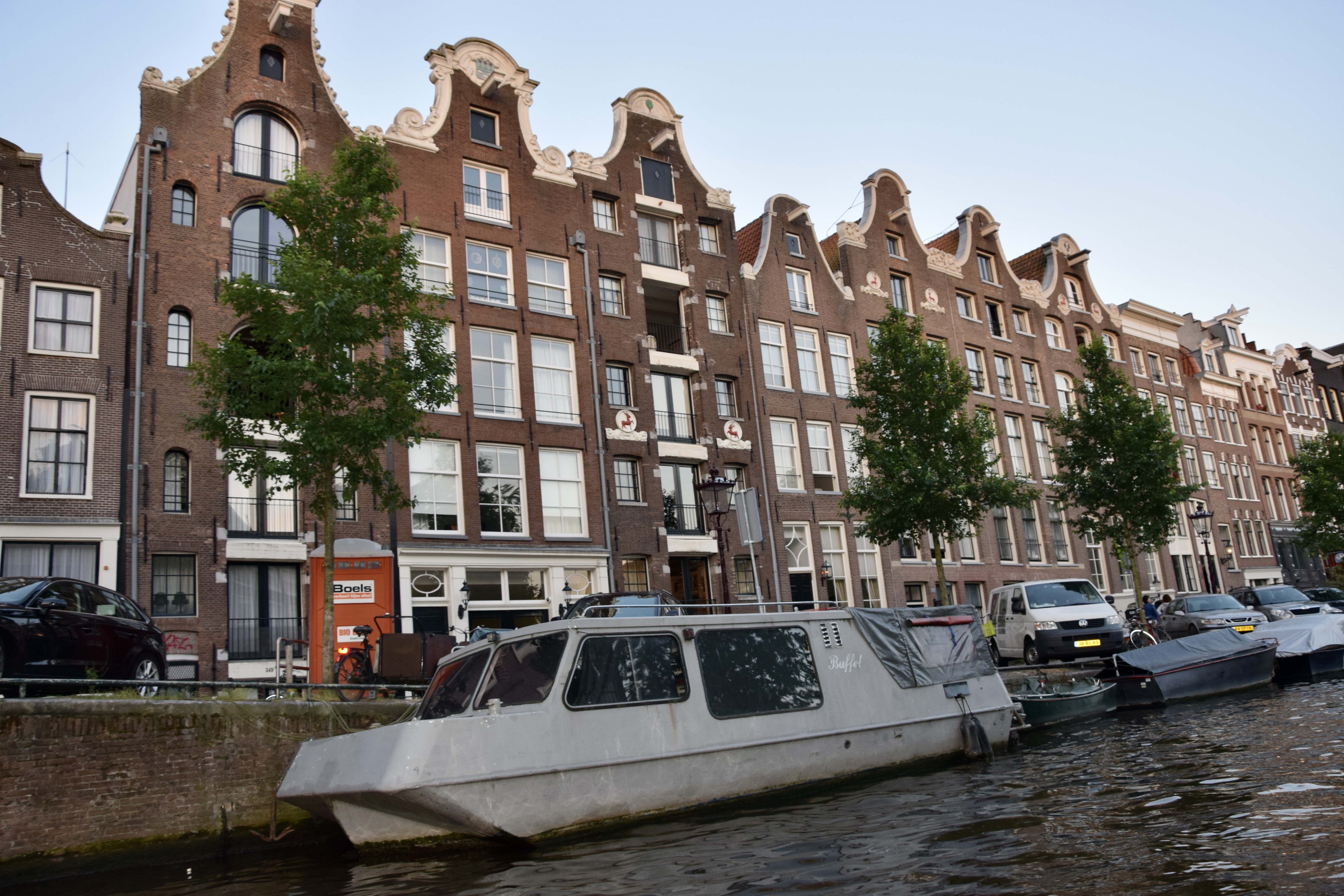
Maisons de canal, Prinsengracht
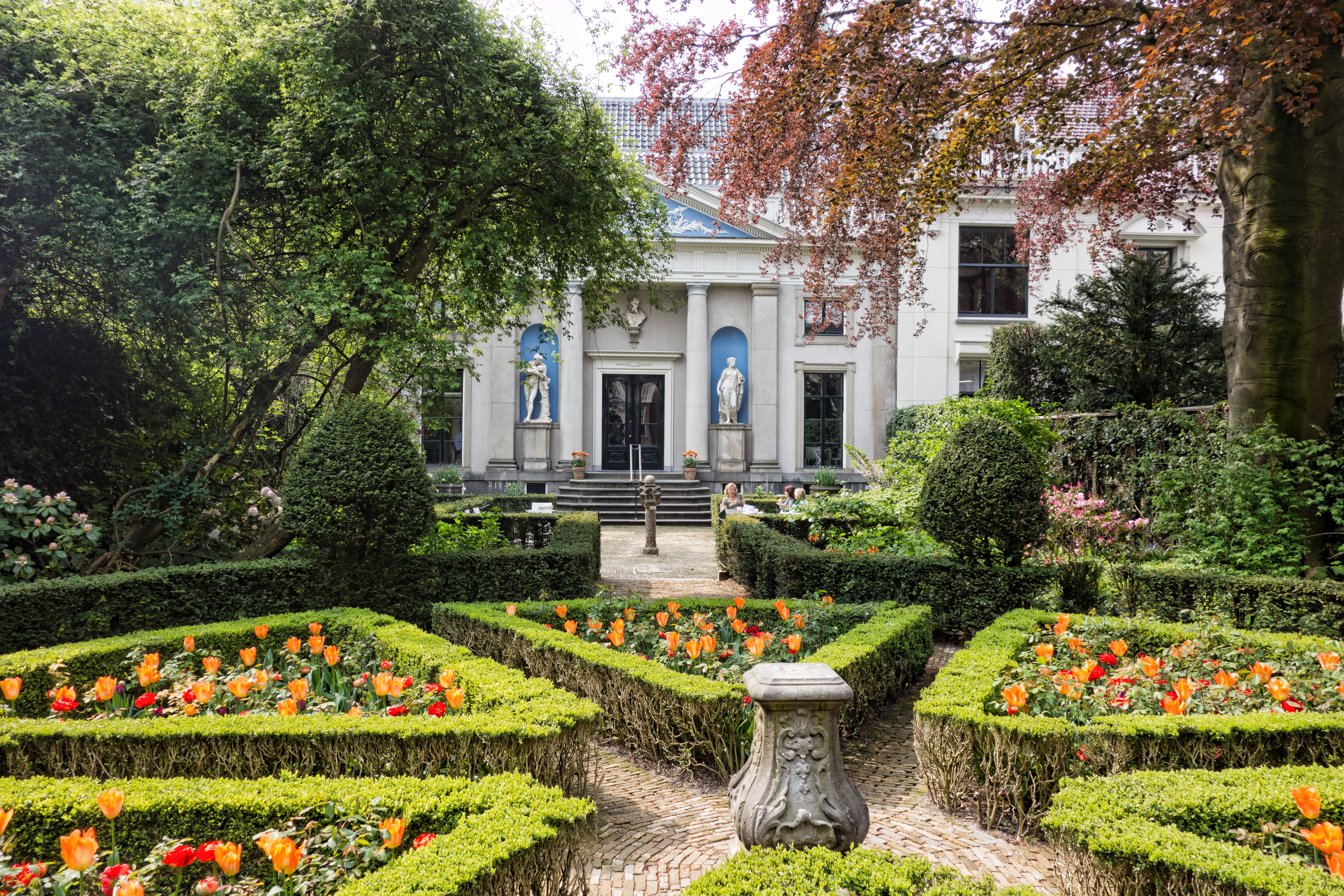
Jardins du musée Van Loon
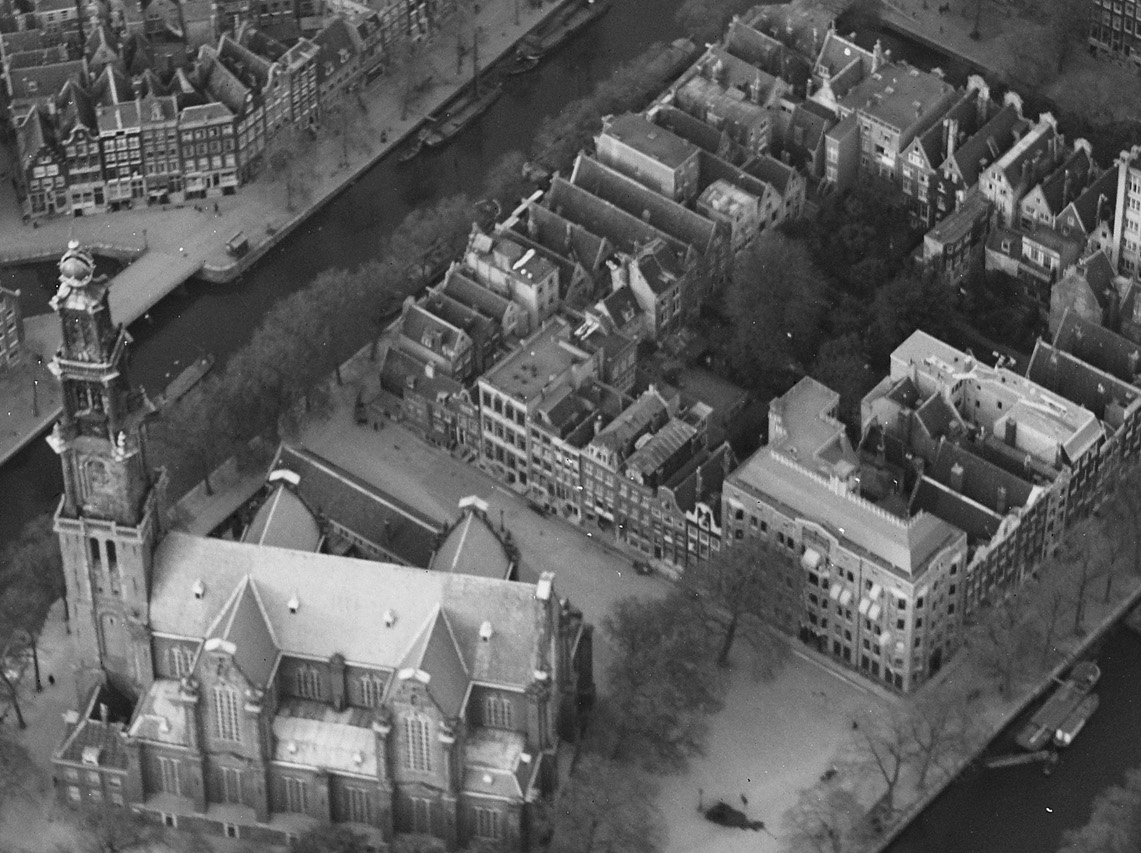
Photographie aérienne de Westerkerk et de la maison d'Anne Frank